# 比尔·戈茨
威廉·D·比尔·戈茨（英語：William D. "Bill" Gertz，1952年3月28日—）是一名美国的编辑和专栏作家。他曾担任华盛顿自由灯塔的高级编辑，2019年10月11日，比尔·戈茨疑似与个人或其公司有未公开的经融交易，被华盛顿自由灯塔解除职位 。现任华盛顿时报的国家安全新闻记者，并在每周专栏“ Inside the Ring”上发表关于五角大楼和国家安全相关议题的文章。在比尔·克林顿执政期间，戈茨以揭露政府机密而闻名。

## 简介
戈茨出生于纽约长岛，现居马里兰州。他毕业于华盛顿学院英语文学专业与乔治·华盛顿大学新闻学专业。他曾为《国家评论》，《旗帜周刊》以及《空军杂志》撰稿。同时，他曾在国防部国家安全计划、约翰·霍普金斯大学高级国际研究学院、联邦调查局国家学院、美国国防大学以及美国中央情报局针对国家安全以及媒体自由问题上发表演讲。比尔·戈茨是斯坦福大学胡佛研究所的一名媒体研究员。
2008年，戈茨被传唤至加尼福尼亚州圣安娜联邦法院，为麦大志案作证，麦大志被认定向中国政府提供美国海军技术被捕。戈茨缓引美国宪法第五修正案，拒绝回答相关问题。

## 荣誉
1998年6月，比尔·戈茨被United States Business and Industrial Council表彰为‘国家利益捍卫者’。
1999年9月，比尔·戈茨获得Western Journalism Center新闻奖 。
2014年3月6日，比尔·戈茨获得Accuracy in Media Reed Irvine Award新闻奖，以表彰他在国家安全新闻上所作的贡献 。

## 新闻报道及书评
1996年期间，戈茨在华盛顿时报发表中国政府向巴基斯坦政府贩卖核武器技术的报道。
1997年，他根据以色列情报机构摩萨德提供的信息， 报道了俄罗斯政府在伊朗核武器将采取的援助计划。
1998年，他在华盛顿时报上发表一篇报道，主要谈到美国向中共提供导弹技术，并要求其不得将此技术出售给伊朗和巴基斯坦等其他国家。
戈茨2002年发布的新书 《The China Threat: How the People's Republic Targets America》中描述到中国的军事实力比美国所获悉的情报更为先进和强大。同年，另一本新书 《Breakdown: How America's Intelligence Failures Led to Sept. 11》调查了2001年恐怖袭击之前，美国情报局的相关行动。
在2004年发布的《Treachery: How America’s Friends and Foes Are Secretly Arming Our Enemies》，书中谴责美国的盟友，例如法国和德国，为恐怖组织提供武器协助。
2017年1月18日，戈茨在新书《iWar: War and Peace in the Information Age》发布会上表示，中国信息战将给美国各界带来不容忽视的威胁以及影响 。
2019年9月12日，戈茨接受福克斯商业频道采访，介绍新书《Deceiving the Sky: Inside Communist China's Drive for Global Supremacy》的同时也表明美国政府40年的对华贸易政策需要进行改革，我们要意识到一带一路将会威胁到全球的经济以及军事平衡 。
2019年12月3日，戈茨对于王立强事件在华盛顿时报上发表文章，报道指出中国军方在香港的走私行动，实质是为了获取美国以及其他西方国家的军事技术，同时，王立强在一份声明中描述这次行动将会干涉台湾大选以及破坏香港民主自由。
2019年12月24日，戈茨报道了中国正在开发的第三代潜射洲际弹道导弹“巨浪-3”的有关消息。
2020年4月3日，戈茨披露了新型冠状病毒的新线索，“一名武汉研究人员就在距华南海鲜市场3英里的低级实验室中分离出300多种蝙蝠病毒，并因接触蝙蝠尿液而自我隔离14天”。
2020年6月4日，戈茨在接受Accuracy in Academia的专访时，介绍新书《How China’s Communist Party Made the World Sick》的同时也表明新型冠状病毒与中共有着密不可分的关联以及美国当局应当采取措施来调查病毒起因以及国际组织的内部问题 。